# Straßenlauf-Länderkampf der Frauen 1988 Frankreich – BR Deutschland – Niederlande – Schweiz
| 17. Leichtathletik-Länderkampf mit bundesdeutscher Beteiligung 1988                  | 17. Leichtathletik-Länderkampf mit bundesdeutscher Beteiligung 1988 |
| ------------------------------------------------------------------------------------ | ------------------------------------------------------------------- |
|                                                                                      |                                                                     |
| Straßenlauf-Vergleich der Frauen Frankreich – BR Deutschland – Niederlande – Schweiz |                                                                     |
| Austragungsort                                                                       | Hagenau                                                             |
| Wettbewerbe                                                                          | 1                                                                   |
| Datum                                                                                | 20. August                                                          |
| 1. FRA 2. FRG 3. SUI 4. NLD                                                          | 2:34:23 h 2:35:52 h 2:37:49 h 2:45:58 h                             |
| Chronik                                                                              |                                                                     |
| ← FRA-FRG-NLD-SUI 00Str'lauf (M)                                                     | FRG-FRA-URS 10kampf00 Jahrg. 1965 u. jünger (M) →                   |

Im siebzehnten Vergleich des Länderkampfjahres 1988 starteten die Straßenläuferinnen wie die Männer am 20. August im elsäischen Hagenau (französische Schreibweise: „Haguenau“) gegen die Niederlande, Frankreich und die Schweiz. Die Begegnung wurde nun zum fünften Mal ausgetragen, vorübergehend waren auch Italien und Belgien Teilnehmerländer. Je einen Sieg hatten Italien und die Bundesrepublik Deutschland erzielt, in den letzten beiden Austragungen hatte Frankreich vorne gelegen.

## Modus
Auf dem Programm stand ein Rennen über 15 Kilometer. Je Land konnten vier Läuferinnen antreten, von denen die drei Besten über die Addition ihrer Zeiten gewertet wurden. Die Niederländerinnen waren nur mit drei Teilnehmerinnen am Start, die alle gewertet wurden.

## Ergebnis
In der Einzelwertung lag eine Französin vor einer Niederländerin, einer weiteren Französin und einer bundesdeutschen Läuferin vorn. Frankreich gewann in 2:34:23 h auch die Gesamtwertung – zum dritten Mal in Folge. Mit knapp eineinhalb Minuten Rückstand folgten die bundesdeutschen Läuferinnen auf Rang zwei und verbesserten sich gegenüber dem Vorjahr um einen Platz. Knapp zwei weitere Minuten dahinter wurden die Schweizer Läuferinnen Dritte. Die Niederländerinnen belegten weitere mehr als acht Minuten zurück den vierten Platz.

## Resultat

### 15-km-Straßenlauf
| Platz | Athletin            | Land | Zeit (min) |
| ----- | ------------------- | ---- | ---------- |
| 01    | Maria Lelut         | FRA  | 50:07      |
| 02    | Carla Beurskens     | NLD  | 51:19      |
| 03    | Jocelyne Villeton   | FRA  | 51:26      |
| 04    | Charlotte Teske     | FRG  | 51:39      |
| 05    | Iris Biba           | FRG  | 51:39      |
| 06    | Luzia Sahli         | SUI  | 52:07      |
| 07    | Astrid Schmidt      | FRG  | 52:34      |
| 08    | Genoveva Eichenmann | SUI  | 52:39      |
| 09    | Éliane Cave         | FRA  | 52:50      |
| 10    | Annabel Holtkamp    | FRG  | 53:11      |
| 11    | Helen Comsa         | SUI  | 53:13      |
| 12    | Éliane Geffray      | FRA  | 54:03      |
| 13    | Rosemarie Müller    | SUI  | 54:06      |
| 14    | Anne van Schuppen   | NLD  | 56:30      |
| 15    | Ilse Wijnants       | NLD  | 56:30      |